# روزهای وحشی بودن
روزهای وحشی بودن (انگلیسی: Days of Being Wild) فیلمی درام به کارگردانی وونگ کار وای است که در سال ۱۹۹۰ منتشر شد. از بازیگران آن می‌توان به لسلی چونگ، اندی لاو، مگی چونگ، کارینا لاو، و تونی لیانگ اشاره کرد.

## تولید
این فیلم قرار بود قسمت اول یک پروژه باشد اما به دلیل عملکرد نسبتاً ضعیف آن در گیشه هنگام انتشار، تولیدکنندگان تصمیم گرفتند قسمت دوم را تمام نکنند.

## فیلمبرداری
برای تکمیل یکی از صحنه‌های عاشقی در این فیلم، ۵۷ مرتبه فیلمبرداری صورت گرفت.

## دنباله
این فیلم قسمت اول از سه‌گانه وونگ کار وای است، دومین فیلم در حال و هوای عشق (۲۰۰۰) و بخش آخر ۲۰۴۶ (۲۰۰۴) است.

## دستاوردها
سومین فیلم برتر در فهرست جوایز فیلم هنگ کنگ از ۱۰۰ فیلم برتر چینی زبان.